# Mr. Bean (szereplő)
Mr. Bean (a név magyar fordítása „Bab úr”) az azonos című 1990-es brit televíziós vígjátéksorozat cím- és főszereplője. Megformálója Rowan Atkinson brit komikus és színész. Mr. Bean karaktere egyike a filmtörténelem legismertebb, legközkedveltebb és legkomikusabb figuráinak, nevét szinte mindenhol ismerik a világon, karaktere szinte egyenlő az angol humorral.
Mr. Beannek nem derül ki a teljes neve a sorozatban (még az igazolványán is „Mr. Bean” néven szerepel, de interjúkban tettek rá utalást hogy az őt alakító színész után keresztneve Rowan). A karakter a Richard Curtis–Robin Driscoll–Rowan Atkinson trió „terméke”, aki először az 1990-es televíziós filmsorozatban, a Mr. Beanben tűnt fel. A legelső epizódban vizsgázni, tengerpartra, valamint misére menni láthatjuk.
Mr. Bean egy súlyosan antiszociális, bizarr személyiségű és viselkedésű ember, amolyan csodabogár. Első ránézésre átlagos, szerény körülmények között élő londoni polgár. Magának való, rosszindulatú, örömét leli benne, ha más embereknek (köztük gyerekeknek is) keresztbe tehet vagy elsüthet rajtuk egy otromba tréfát. Foglalkozását tekintve villanyszerelő (kézenfekvő volt Atkinson villanyszerelői tudása miatt), a sorozat folyamán pedig kiderül, hogy egy moziban dolgozik kisegítőként, később pedig a Királyi Nemzeti Galéria teremőre (ez az 1997-es Bean – Az igazi katasztrófafilm-ből derül ki). Nagyon keveset beszél, amennyit igen, azt általában tőmondatokban, egy-egy szóban, komikusan mély hangon teszi. Vetélkedő típus, létfontosságú számára, hogy akár vadidegen embereket is legyőzzön teljesen ártalmatlan hétköznapi szituációkban, így a leghétköznapibb helyzetekhez is úgy viszonyul, mintha élet-halál helyzetek lennének. Nehezére esik kommunikálni másokkal, a hétköznapi szituációkat pedig nem a megszokott, kézenfekvő és logikusnak látszó, hanem sajátos, sokszor humoros vagy éppen bizarr módokon próbálja megoldani.
Családi kapcsolatai meglehetősen szerények: általában egymaga tölti a szabadidejét, egyetlen társa Teddy nevű plüssmackója, aki a sorozat folyamán emblematikus kísérője lett. Bean úgy tesz, mintha Teddy élő és érző lény lenne, akivel kommunikál, magával viszi szinte mindenhová, és vigyáz a „kényelmére”. Ritkán feltűnik Irma Gobb nevű barátnője is, akivel azonban meglehetősen viharos a viszonya.
Mr. Bean védjegye még a fentebb említett Teddy mackó mellett egyszerű, szürke színű zakója fehér inggel, piros nyakkendővel és sötét színű öltönynadrággal (szinte mindenhová ebben az összeállításban megy), valamint világoszöld színű, SLW 287 R rendszámú, Mini márkájú autója. (Az első epizódban még egy narancssárga darabot vezet, ám ezt az epizód végén egy balesetben összetöri.)
Mr. Bean neve a sorozat bemutatását követően világszerte közismert és népszerű lett, emberek milliói azonosítják az angol humorral. Nyers, hétköznapi szituációkra épülő humorához nagyban hozzájárul Atkinson remek színészi játéka, akinek a mai napig ez a szerepe messze a legismertebb, legikonikusabb, egyértelműen ez volt az a szerep amely világhírnévhez segítette őt. A sorozatból több spin-off film (Bean – Az igazi katasztrófafilm, Mr. Bean nyaral), valamint animációs sorozat is készült.